# 天主教興化教區
天主教興化教區（拉丁語：Dioecesis Hung Hoaënsis）是越南一個羅馬天主教教區。範圍包括西北部十個省。屬河內總教區。
2006年有教友205,020人、73個堂區、35名司鐸。現任主教為武達。其座堂聖德肋撒座堂位於河內市的山西市社。
1895年4月15日設上東京代牧區，1924年12月3日易名。1960年11月24日升為教區。